# Ochreriades fasciatus
O. fasciatus là một loài Hymenoptera trong họ Megachilidae. Loài này được Friese mô tả khoa học năm 1899.

## Hình ảnh

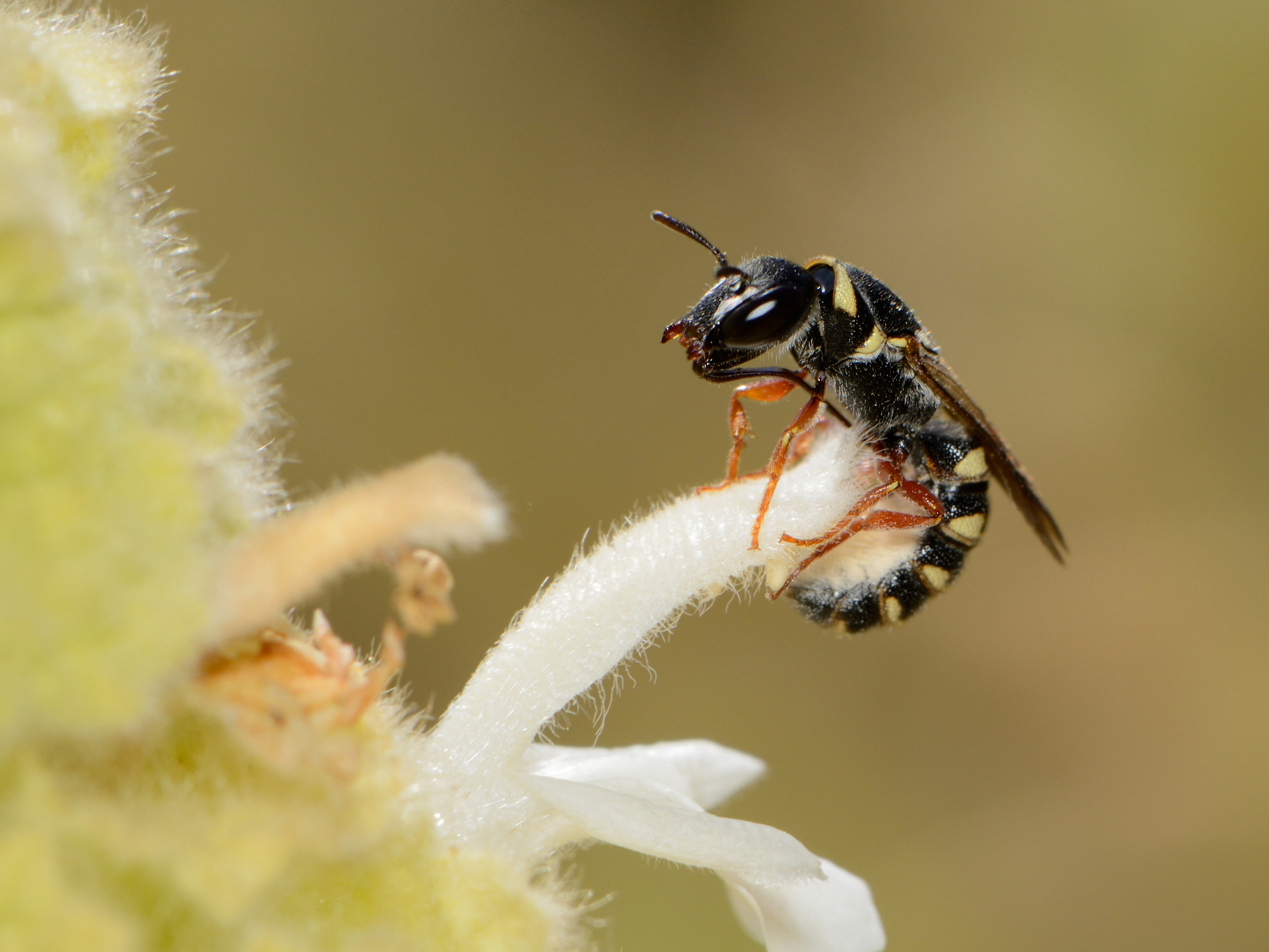
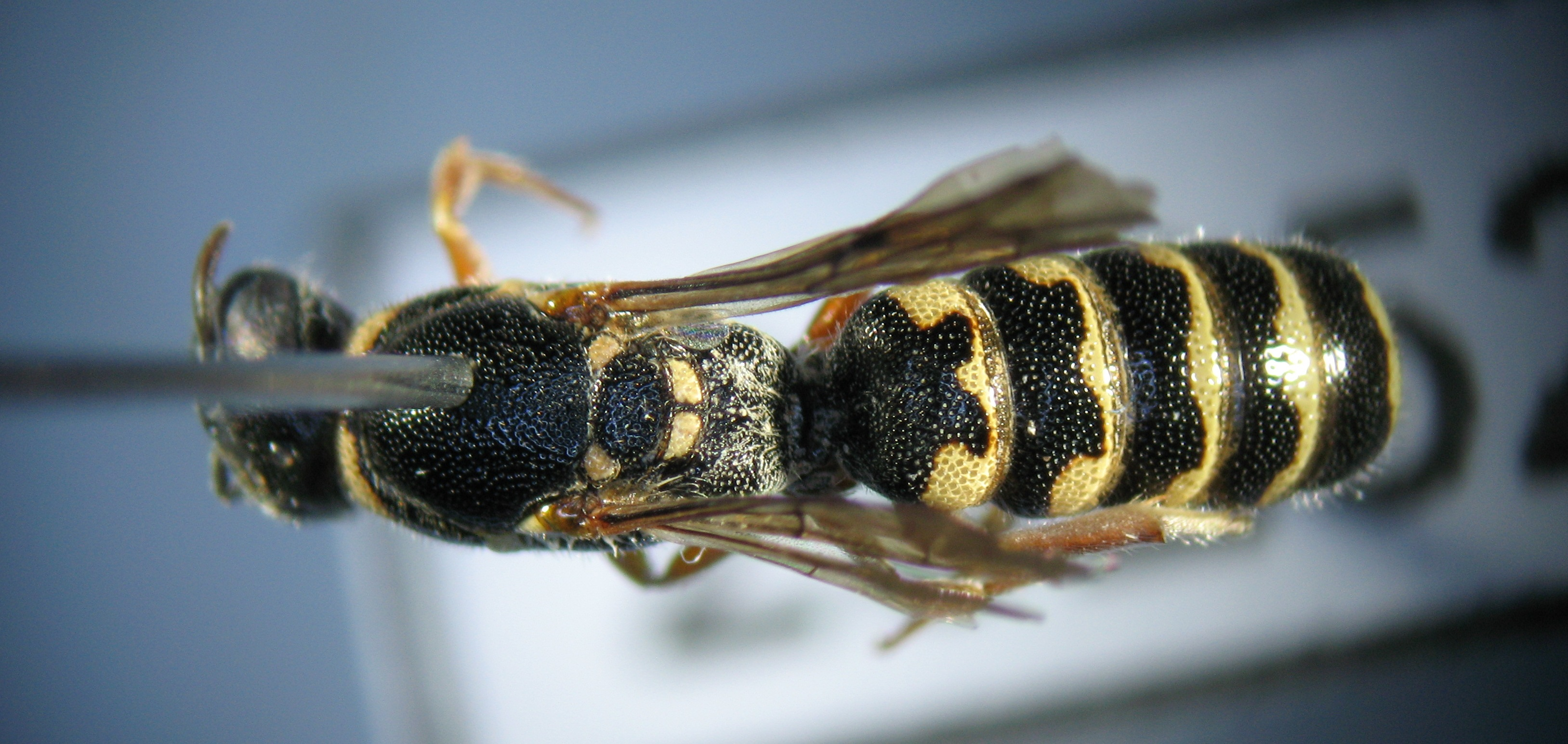
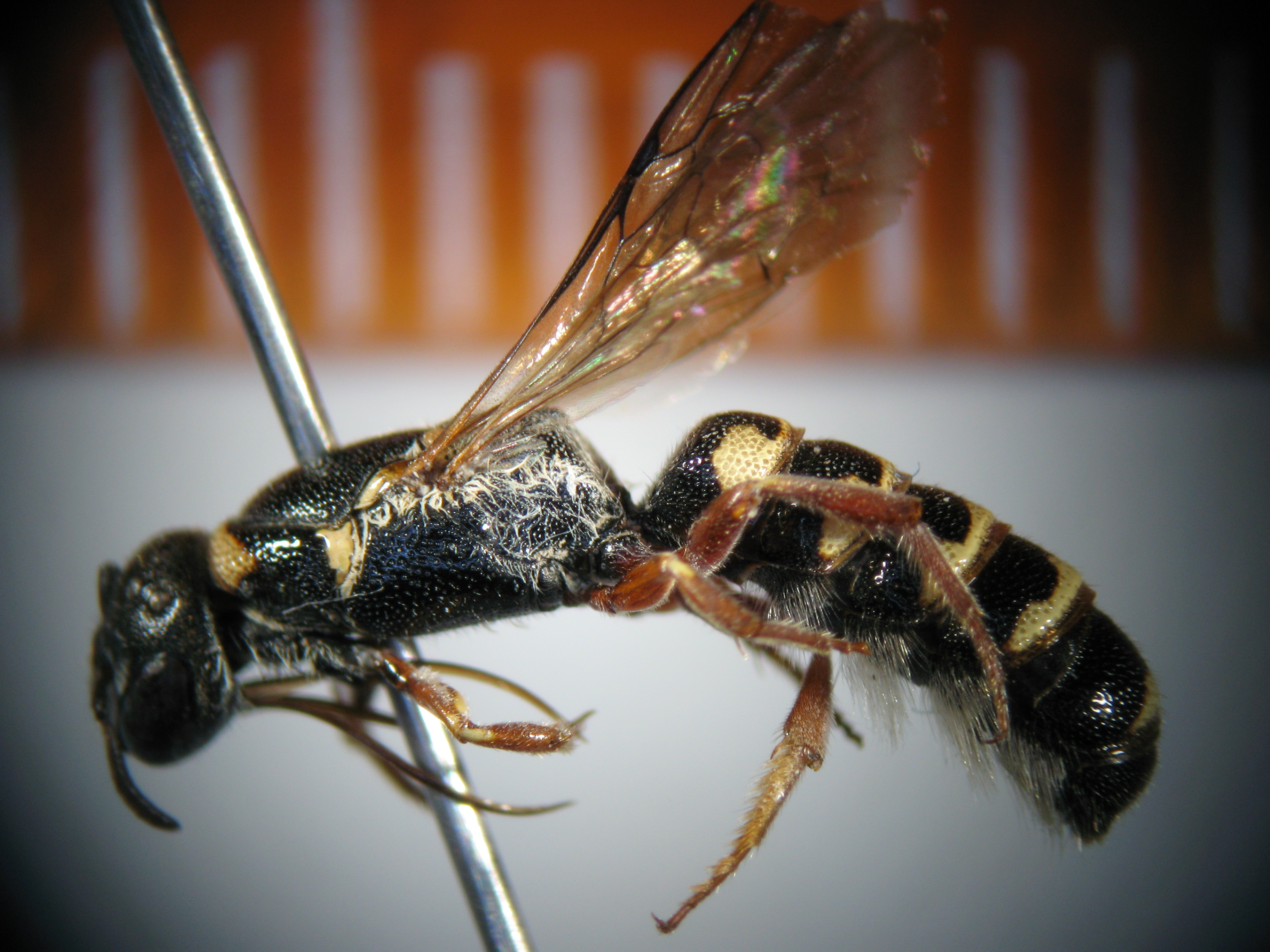
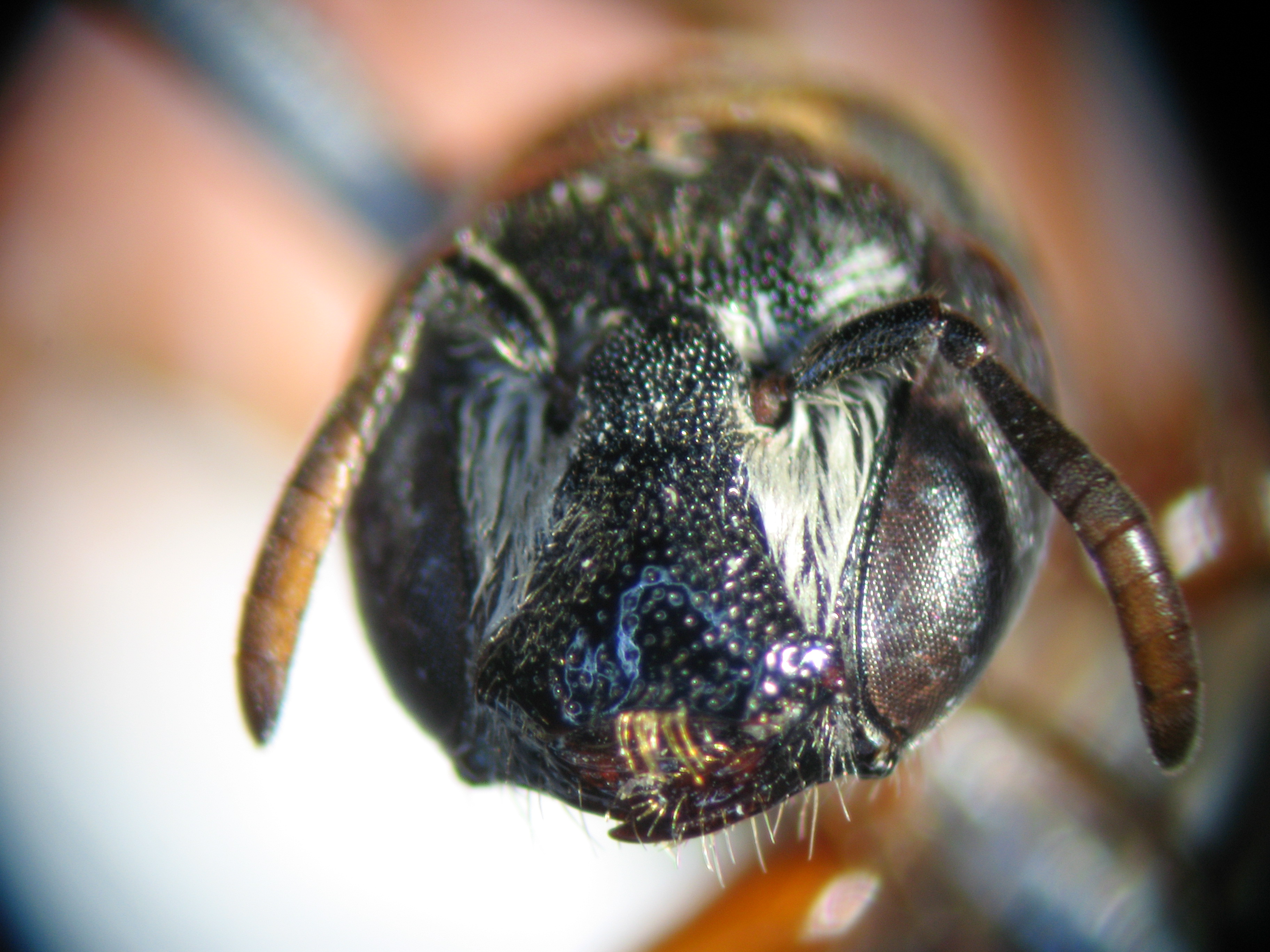